# Prosthechea squalida
Prosthechea squalida är en orkidéart som först beskrevs av Juan José Martinez de Lexarza, och fick sitt nu gällande namn av Soto Arenas och Gerardo A. Salazar. Prosthechea squalida ingår i släktet Prosthechea och familjen orkidéer. Inga underarter finns listade i Catalogue of Life.